# Gautier Sans-Avoir
Gautier Sans-Avoir, frankovski vitez, zemljiški gospod  Boissy-sans-Avoir v Ille de France in eden od vodij križarskega pohoda siromakov v prvi križarski vojni, * ni znano, † 1096.
Njegovo ime se pogosto prevaja kot ”Gautier Brez denarja”, iz česar bi lahko sklepali, da je bil skrajno reven, kar pa prav gotovo ni bil.

## Prva križarska vojna
Gautier Sans-Avoir je vodil eno od petih skupin  križarjev-siromakov, ki je na pot  krenila iz Kölna za Veliko noč leta 1096, mnogo pred glavnino križarske vojske vitezov. Njegova skupina je skozi Sveto Rimsko cesarstvo potovala po dolinah Rena, Neckarja in Donave. Na začetku so imeli verjetno dovolj denarja, saj je pot skozi Nemčijo in Madžarsko kraljestvo minila brez incidentov in zastojev, ko je vojska konec maja  prišla do Beograda in prestopila mejo Bizantinskega cesarstva, pa se je zgodba o denarju očitno končala. Gautierjevi spremljevalci so oplenili okolico Beograda, kar je povzročilo ostre protiukrepe, do Bizanca pa so dobili bizantinsko vojaško spremstvo. 
Gauiterjevi skupini se je v Bizancu pridružila skupina Petra Puščavnika, zadnje tri skupine pa so se po poti izgubile. Bizantinski cesar Aleksej I. Komnen je romarjem svetoval, naj počakajo na vojsko vitezov, Peter pa je kljub temu vztrajal, da romarji odidejo proti Jeruzalemu. Turki Seldžuki so oktobra 1096 pri Nikomediji obe skupini popolnoma uničili.
Peter Puščavnik je pred usodno bitko odšel v Bizanc, kjer naj bi poskrbel za okrepitve, bolj verjetno pa je pobegnil. Gautier Sans-Avoir je v bitki umrl.

## Vira
- T. de Morembert: Gautier sans Avoir, Dictionnaire de Biographie Française, 1982, vol. 15, 854-855
- Steven Runciman, A History of the Crusades, London, Cambridge University Press, 1951

1. 1 2 3  Вальтер Голяк // Большая советская энциклопедия. Том 8. Буковые — Варле — 1927. — Т. 8. — С. 692-693.